# Acasta spongites
Acasta spongites is een zeepokkensoort uit de familie van de Balanidae. De wetenschappelijke naam van de soort is voor het eerst geldig gepubliceerd in 1795 door Poli.